# يوان تشانغ
يوان تشانغ (بالإنجليزية: Yuan Chang)‏ هي عالمة فيروسات أمريكية، ولدت في 17 نوفمبر 1959 في تايبيه في تايوان.